# 王家の谷

王家の谷の地層。alluvium（堆積層）、上からセライ石灰岩、エスナ頁岩、Dakhlaチョーク

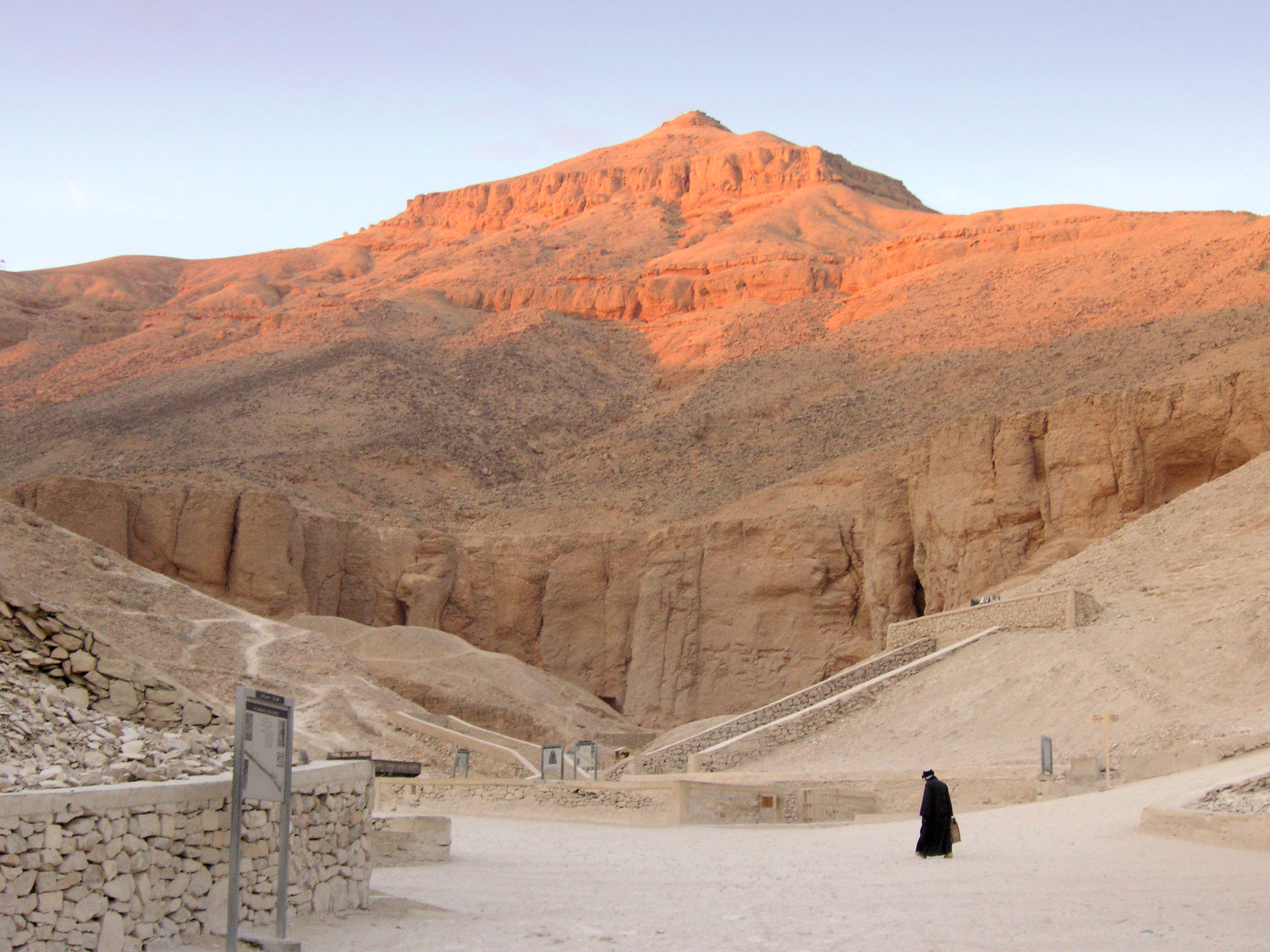
王家の谷

王家の谷（おうけのたに）は、エジプト、テーベ（現ルクソール）のナイル川西岸にある岩山の谷にある岩窟墓群のこと。古代エジプトの新王国時代の王たちの墓が集中していることからこの名があり、24の王墓を含む64の墓が発見されている。
西の谷と東の谷があり、東の谷に60、西の谷に4の墓がある。

当時の正式名称は、
| G41 | G1 | Aa1 · D21 | O1 | O29 · Y1 | A50 | s | Z4 · Y1 | G7 | N35 | C11 | Z2 · N35 | M4 | M4 | M4 | t · Z2 · N35 | O29 · O1 · O1 | G7 | S34 | U28 | s | D2 · Z1 | R14 | t · t | N23 · Z1 · N35 | R19 | t · O49 | G7 |

であり、「テーベの西にあるファラオの何百万年もの歴史、生命、力、健康を物語る偉大で荘厳な墓地」もしくはTa-sekhet-ma'at （大いなる野原）である。

## 概要
新王国時代以前の王の墓の多くが盗掘に遭っていたことから、トトメス1世によって初めて自分の墓のありかを隠す目的でこの谷に初めて岩窟墓が建設された。
その後の長い歴史の中で王家の谷にある墓の多くも盗掘を受けたが、1922年に発掘されたツタンカーメン（トゥトアンクアメン）王の墓は唯一ほぼ未盗掘で、副葬品の財宝がほぼ完全な形で発見された。
墓にはKV1～KV64という名前がつけられている。KVはKings Valleyの頭字語、数値は発見順の連番である。ただし西の谷の墓はWVで始まり、WV22～WV25となっている。
歴史上、何度も洪水の被害（1994年のフラッシュフラッドなど）にあっているため、20世紀後半から壁などを整備しているが、あまり効果的な減災効果が見込まれていない。
2014年、ミイラ約50体が埋葬された共同墓地が新たに発見された。

## 発見された主な王墓
※KVは「Kings' Valley」の略。1827年にJohn Gardiner Wilkinsonが、当時確認できた王墓を谷の入り口から南に向かって順番に割り振ったのが最初である。
- ツタンカーメン王墓（KV62）
- トトメス1世王墓（KV38）
- トトメス3世王墓（KV34）
- ラムセス1世王墓（KV16）
- ラムセス2世王墓（KV7）
- ラムセス3世王墓（KV11）
- ラムセス4世王墓（KV2）
- ラムセス6世王墓（KV9）
- ラムセス7世王墓（KV1）
- ラムセス9世王墓（KV4）
- ラムセス10世王墓（KV18）
- セティ1世王墓（KV17）
- セティ2世王墓（KV15）
- アメンヘテプ2世王墓（KV35）
- ハトシェプスト女王墓（KV60）
- アイ王墓（WV23）

など